# Dmitrij Medveděv
Dmitrij Anatoljevič Medveděv (rusky Дми́трий Анато́льевич Медве́дев  poslech, často též: Medvěděv; * 14. září 1965 Leningrad) je ruský politik a podnikatel, v letech 2008–2012 prezident Ruské federace a poté do roku 2020 předseda vlády. Od dubna 2012 je předsedou vládní strany Jednotné Rusko, od ledna 2020 působí jako místopředseda Rady bezpečnosti Ruské federace. V letech 2000–2001 a 2002–2008 byl předseda představenstva Gazprom. Roku 2000 byl vedoucím volebního štábu a prezidentské kampaně Vladimira Putina.
Medveděv byl zvolen prezidentem v roce 2008. Byl považován za liberálnějšího než jeho předchůdce Vladimir Putin, který byl během jeho prezidentství premiérem. Medveděvovou hlavní prezidentskou agendou byl rozsáhlý modernizační program zaměřený na modernizaci ruské ekonomiky a společnosti. Primárním cílem bylo snížení závislosti ekonomiky na exportu ropy a zemního plynu. Během Medveděvova funkčního období byla Ruskem a Spojenými státy podepsána smlouva o snížení počtu jaderných zbraní START, Rusko zvítězilo v rusko-gruzínské válce a zotavilo se z Velké recese. Zahájil také protikorupční kampaň, přestože byl později sám obviněn z korupce.
Prezidentem byl po jedno funkční období. Po vypršení mandátu v roce 2012 byl nahrazen Vladimirem Putinem. Medveděv byl poté Putinem jmenován premiérem. Dne 15. ledna 2020 rezignoval spolu se zbytkem vlády, aby Putinovi umožnil provést rozsáhlé ústavní změny. Ve stejný den Putin jmenoval Medveděva do nového úřadu místopředsedy Rady bezpečnosti.

## Mládí a raná kariéra

### Mládí
Dmitrij Anatoljevič Medveděv se narodil 14. září 1965 v Leningradu. Jeho otec Anatolij Afanasjevič Medveděv byl chemickým inženýrem a profesorem na Leningradském technologickém institutu. Matka, Julia Veniaminovna, rozená Šapošnikovová, je filoložkou a dodnes přednáší na Pedagogickém institutu A. I. Gercena. Předtím pracovala jako průvodkyně v muzeu. Dmitrij Anatoljevič Medveděv je jedináčkem. Vyrůstal v dělnické čtvrti Kupčino na okraji Leningradu.
Studoval na Právnické fakultě tehdejší Leningradské státní univerzity, na katedře občanského práva. Zajímal se o vzpírání, ve kterém i reprezentoval školu. Na univerzitě se stal také členem Komunistické strany Sovětského svazu, ze které vystoupil v roce 1991.

### Začátek profesní kariéry
V roce 1990 dokončil svoji aspiranturu a získal titul kandidát věd. Od roku 1988 vyučoval občanské a římské právo na Právnické fakultě Leningradské státní univerzity, později známé jako Petrohradské státní univerzitě. Byl jedním z autorů třísvazkové učebnice „Občanské právo“, napsal 4 kapitoly (o státních a obecních podnicích, úvěrových a vyřizovacích povinnostech, dopravním právu, povinnostech výživného). Svou činnost na univerzitě ukončil v roce 1999 v souvislosti s odstěhováním do Moskvy.
V roce 1988 se Medveděv připojil k týmu kampaně Anatolije Sobčaka, který kandidoval na primátora Leningradu, a stal se jejím vedoucím. Mezi lety 1990–1995 pracoval jako poradce primátora na oddělení pro styk s veřejností. Zde byl podřízeným Vladimira Putina.

### Vstup do vysoké politiky
Během roku 1999 se dostal, spolu se skupinou lidí z Petrohradu, kterou přivedl Vladimir Putin po odstoupení Jelcina, do vrcholných postů Ruské federace. Od června roku 2000 byl předsedou správní rady firmy Gazprom.
Ve stejném roce se stal také vedoucím kanceláře prezidenta Ruské federace a vedl předvolební Putinův štáb. Oficiálně byl i vedoucí prezidentské kampaně. Kampaň řídil spolu s budoucími místopředsedy vlády a poradci Vladimira Putina Vladislavem Surkovem a Dmitrijem Kozakem.
Od 14. listopadu 2005 byl místopředsedu vlády Ruské federace.
10. prosince 2007 prezident Putin oznámil, že Medveděv je jeho preferovaným nástupcem. Ve stejný den vládní strana Jednotné Rusko deklarovala, že podpoří Medveděvovu kandidaturu na post prezidenta.

## Prezidentství

### Volby a nástup do funkce

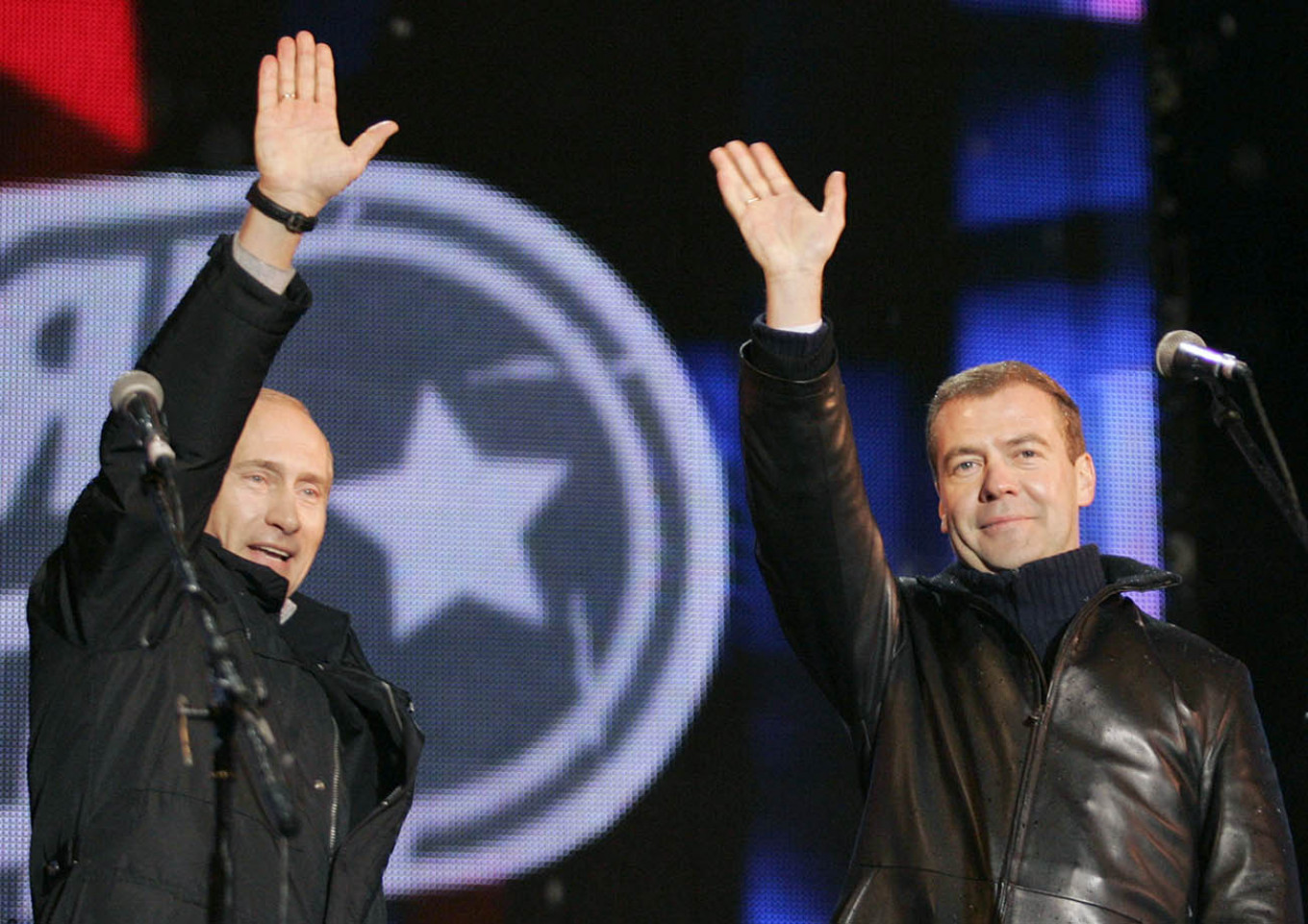
Vladimir Putin a Dmitrij Medveděv po oznámení volebních výsledků

Medveděv, krom podpory ze strany Jednotného Ruska, získal též podporu od Agrární strany, Spravedlivého Ruska a Občanské síly. Během volební kampaně se odmítl zúčastnit předvolebních debat, stejně jak učinil Vladimir Putin.
Dne 7. března 2008 vyhrál v prezidentských volbách, když získal 70,28 % platných hlasů voličů. Porazil tak své tři protikandidáty, předsedu komunistické strany Gennadije Zjuganova se 17,72 %, vůdce nacionalistické Liberálně-demokratické strany Ruska Vladimira Žirinovského s 9,35 % a Andreje Bogdanova podporovaného Demokratickou stranou s 1,30 %.
Výsledky voleb byly pozorovateli zpochybněny. Pozorovatelé si stěžovali na nerovnost kandidátů při registraci a využívání státní televize jako neomezené kampaně Dmitrije Medveděva. Podle Parlamentního shromáždění Rady Evropy nebyly volby svobodné ani spravedlivé. Ruský programátor Špilkin analyzoval výsledky prezidentských voleb a dospěl k závěru, že výsledky byly volebními komisemi zfalšovány. Podle Špilkina však reálné výsledky stále vycházely pro Medveděva vítězně, i když s 63 % hlasů namísto 70 %.
Dne 7. května 2008 složil prezidentskou přísahu a nastoupil na post prezidenta Ruské federace.

### Obměny v administrativě

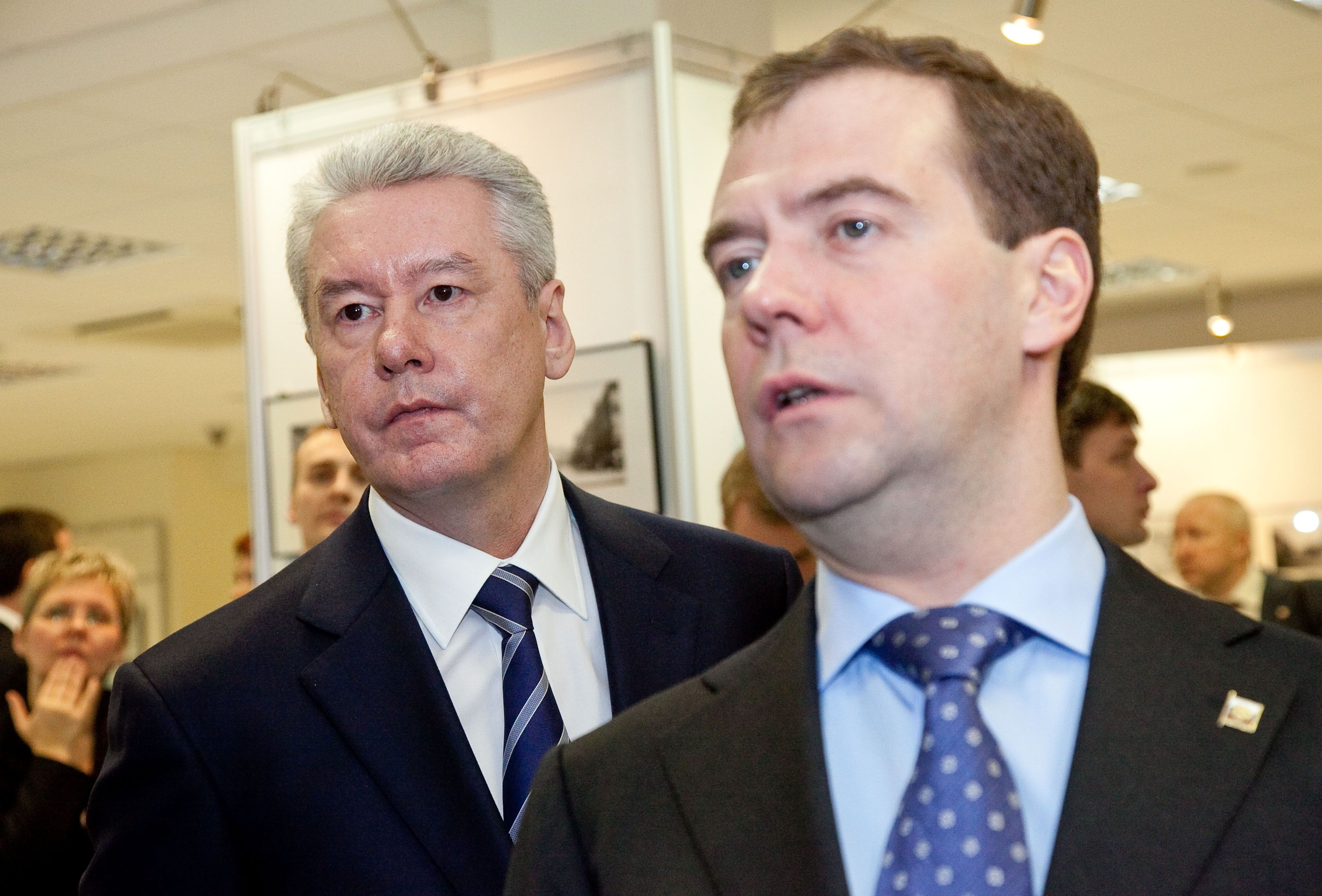
Dmitrij Medveděv a Sergej Sobjanin

Dne 8. května 2008 jmenoval Dmitrij Medveděv Vladimira Putina ruským premiérem, jak slíbil během své předvolební kampaně. Nominaci schválila Státní duma jasnou většinou 392 hlasů ku 56. Proti hlasovali pouze komunističtí poslanci.
Medveděv se snažil přivést do administrativy mladší a liberálnější politiky. Ve vedení administrativy nahradil blízkého spolupracovníka Vladimira Putina a primátora Moskvy, Sergeje Sobjanina za místopředsedu vlády Sergeje Naryškina. Šéf Federální bezpečnostní služby Nikolaj Patrušev byl nahrazen Alexandrem Bortnikovem. Medveděvův ekonomický poradce Arkadij Dvorkovič a jeho tisková tajemnice Natalia Timaková se stali součástí prezidentova hlavního týmu.
Medveděv si dával pozor, aby nenarušil rovnováhu jednotlivých frakcí v prezidentské administrativě a ve vládě. Vliv vojenských představitelů však po Medveděvově inauguraci poprvé po 20 letech v administrativě oslabil. Na jejich místo Medveděv přivedl své spolupracovníky z Petrohradu, které Medveděv upřednostňoval pro vysoké pozice.

#### Spor s ministrem financí Kudrinem

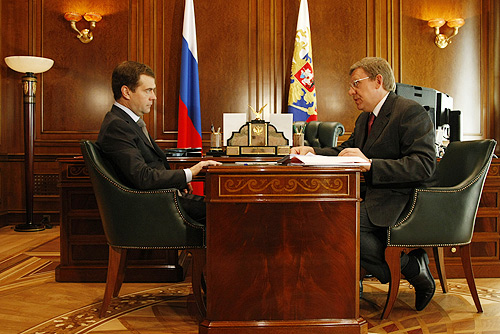
Dmitrij Medveděv s Alexejem Kudrinem

V roce 2011 na nátlak Dmitrije Medveděva odstoupil ministr financí Alexej Kudrin. Tak se stalo po veřejné hádce mezi ministrem a prezidentem, když Kudrin oznámil, že nebude sloužit dál, pokud si Medveděv s Vladimirem Putinem vymění funkce. Kudrin řekl, že nebude sloužit ve vládě, kterou by vedl Dmitrij Medveděv, s nímž se neshodne na ekonomických otázkách, a to hlavně v případě zvýšení rozpočtu pro armádu.
Medveděv při projevu v ruském Dimitrovgradu označil poznámky za nevhodné a ministru financí, který seděl v publikum, vzkázal: „Pokud Alexeji Leonidoviči, nesouhlasíte s rozhodnutím prezidenta, existuje jen jeden postup a vy víte jaký – rezignace. To je návrh, který vám předkládám. Samozřejmě je třeba odpovědět tady a teď: Napíšete rezignační dopis?“
Kudrin oznámil, že se poradí s premiérem Putinem. Medveděv na toto poznamenal: „Víte co, můžete se poradit s kým chcete, ale dokud budu prezidentem, dělám rozhodnutí sám.“
I když Kudrin tvrdil, že dobrovolně podal demisi, tisková tajemnice Dmitrije Medveděva Timaková uvedla, že prezident ministra z vlády vyhodil.

### Hospodářství a modernizace

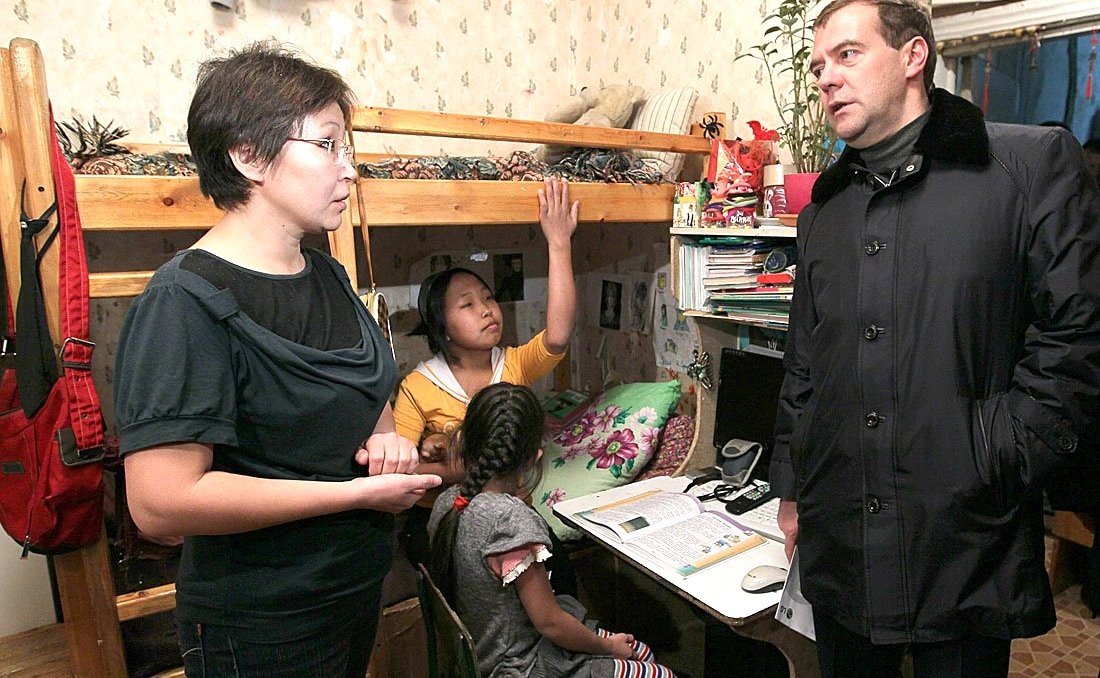
Medveděv s místními lidmi v republice Sacha na Sibiři v roce 2011

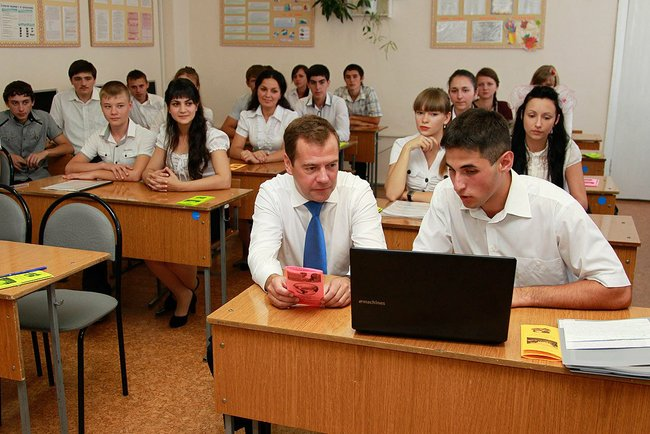
Medveděv se studenty ve Stavropolském kraji v roce 2011

Dmitrij Medveděv zahájil svůj modernizační program na přiblížení úrovně Ruska úrovni Západu. Ve svém článku Go Russia, kde nastínil svou modernizační strategii, kritizoval ruskou ekonomickou zaostalost a odsoudil její závislost na fosilních palivech a nerostných surovinách. Taktéž ruskou společnost označil za archaickou, „paternalistickou“ a projevil názor, že země se již nemůže spoléhat na úspěchy minulosti, aby si zajistila prosperující budoucnost. Zdůraznil, že Rusko by se mělo zaměřit na budování moderní diverzifikované ekonomiky založené na nových technologiích a inovacích. Medveděv určil pět klíčových sektorů oblastí modernizace:
- Energetická spotřeba a nové druhy paliv
- Lékařské technologie a léky
- Jaderná energetika
- Informační technologie
- Vesmír a telekomunikace

V květnu 2009 Medveděv zřídil prezidentskou komisi pro inovace, které osobně předsedal každý měsíc.
V listopadu 2009 pronesl v Dumě projev, ve kterém řekl: „V 21. století naše země opět vyžaduje modernizaci ve všech oblastech, a to bude poprvé v naší historii, kdy bude modernizace založena na hodnotách a institucích demokracie,“ a dodal, že cílem jeho administrativy bylo učinit z Ruska společnost „chytrých, svobodných a zodpovědných lidí.“

#### Skolkovo
Dmitrij Medveděv podporoval vytvoření vývojového centra, aby snížil, podle jeho slov, „zaostalost“ Ruské federace.
V každoročním projevu prezidenta Ruska před Federálním shromážděním dne 12. listopadu 2009 prezident Medveděv řekl: „Je nutné dokončit vývoj návrhů na vytvoření silného výzkumného a vývojového centra v Rusku, které by se zaměřilo na podporu všech prioritních oblastí, konkrétně všech oblastí. Mluvíme o vytvoření moderního technologického centra, chcete-li, po příkladu Silicon Valley a dalších podobných zahraničních center.“
Dne 31. prosince 2009 vydal D. A. Medveděv příkaz č. 889-rp „O pracovní skupině pro rozvoj projektu vytvoření územně odděleného komplexu pro rozvoj výzkumu a vývoje a komercializaci jejich výsledků“ Do čela pracovní skupiny byl na začátku roku jmenován místopředseda komise pro modernizaci Vladislav Surkov.

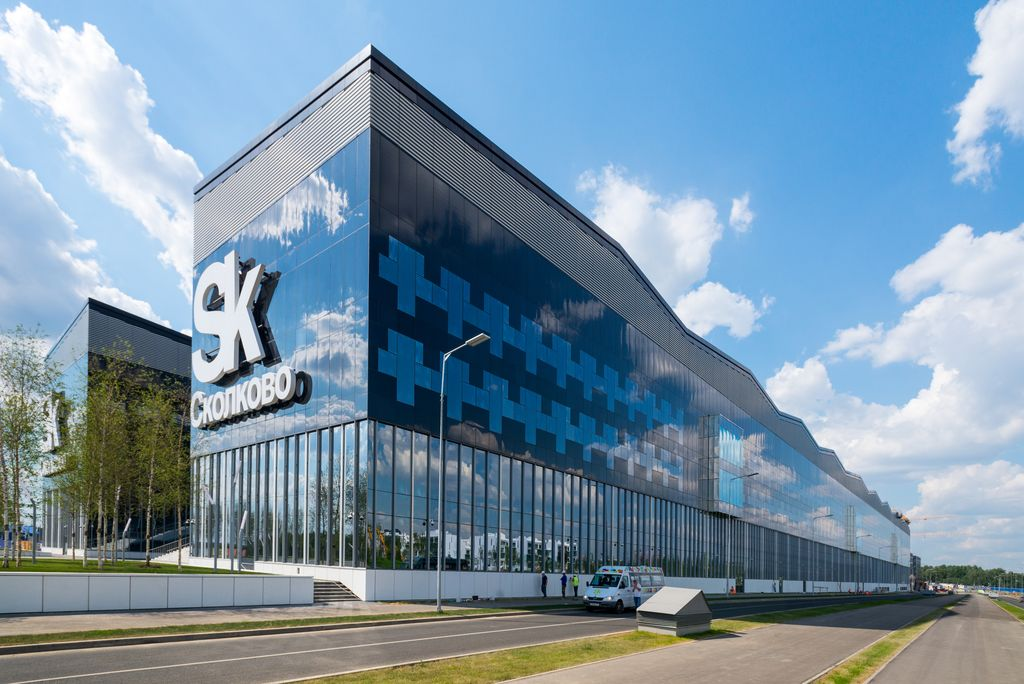
Budova kampusu Skolkovo

Dne 18. března 2010 Dmitrij Medveděv na setkání se studenty oznámil, na základě Moskevské obchodní školy managementu, plán na vytvoření Skolkova ultramoderního vědeckého a technologického komplexu pro vývoj a komercializaci nových technologií.
Federální zákon Ruské federace č. 244-FZ „O inovačním centru Skolkovo“ byl podepsán prezidentem Medveděvem dne 28. září 2010. Podle plánu prezidenta Medveděva je projekt Skolkovo zaměřen na vytvoření příznivého prostředí pro koncentraci mezinárodního intelektuálního kapitálu schopného vytvářet inovace.
Medveděv vedl správní radu nadace, vysvětloval to potřebou popularizovat myšlenky Skolkova v Rusku i v zahraničí: „Je nutné, aby se Skolkovo stalo nejen dobrou značkou, ale také ideou, která pronikne do života naší společnosti.“ Medveděv oznámil, že se osobně podílel na propagaci projektu v zahraničí a hovořil o něm s vedoucími představiteli jiných států.
Později, 18. května 2011, Dmitrij Medveděv uspořádal tiskovou konferenci na území Moskevské školy managementu Skolkovo. Prezident vysvětlil volbu místa potřebou modernizovat zemi: „Jsem obzvláště rád, že o tom mluvím zde, ve Skolkově, protože to je speciální platforma, která má významný, vážný význam, protože právě zde se vyvíjejí nové technologie, právě zde vznikla univerzita Skolkovo, která bude inovačním centrem.. Skolkovo bude nejdůležitějším článkem v modernizaci, ale samozřejmě nebude jediným“

### Zahraniční politika

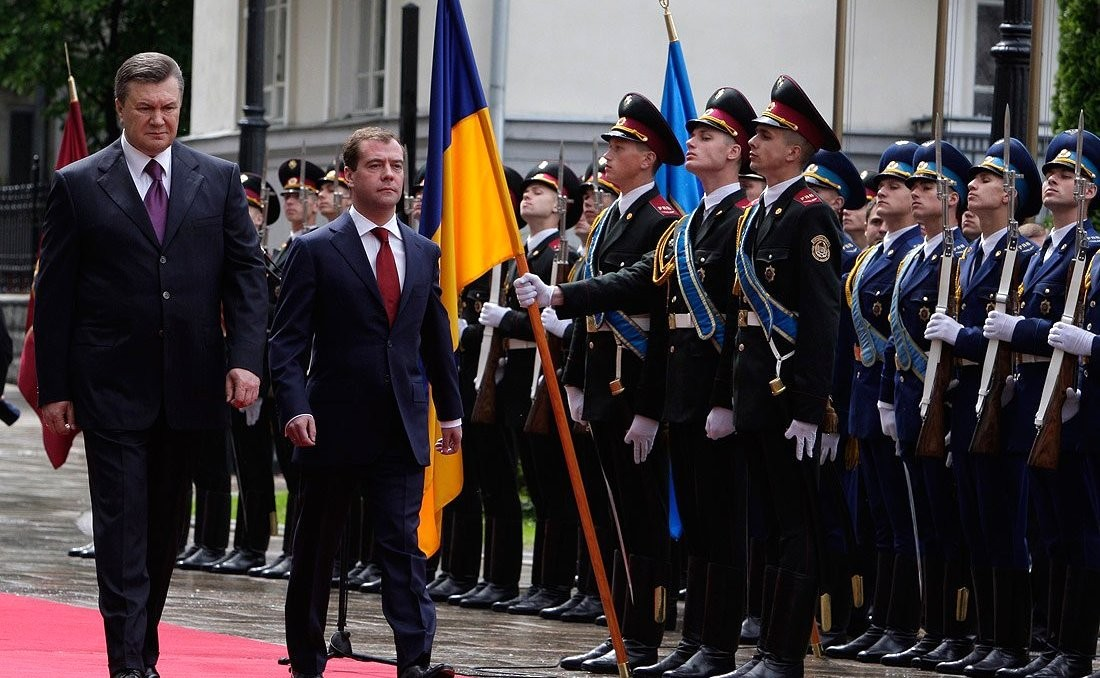
Medveděv a ukrajinský prezident Viktor Janukovyč v Kyjevě dne 17. května 2010

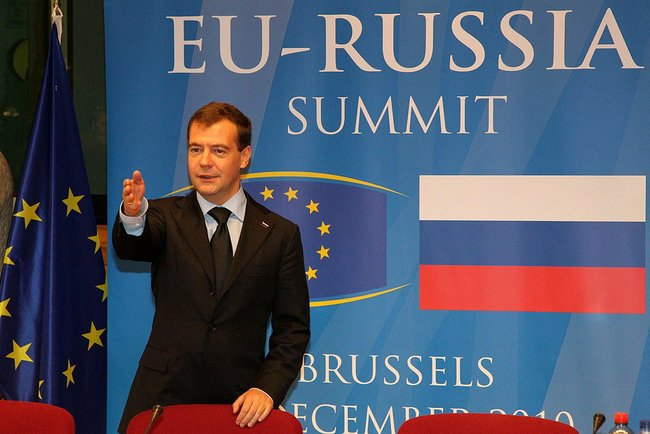
Medveděv v Bruselu na summitu EU–Rusko dne 7. prosince 2010

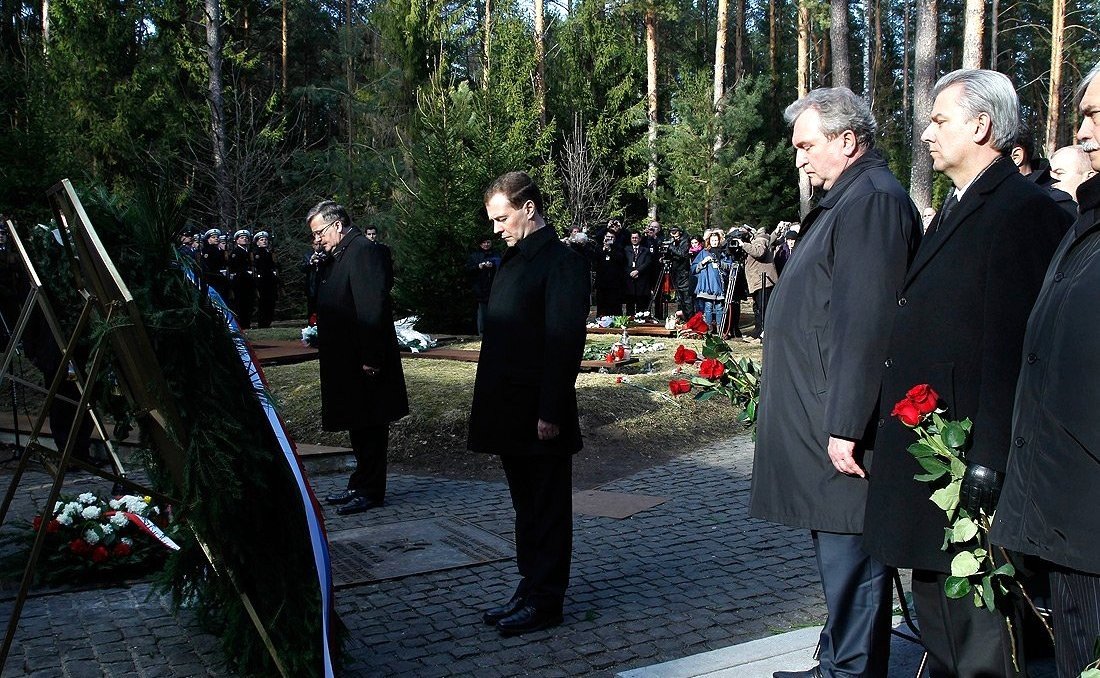
Medveděv a polský prezident Bronislaw Komorowski uctívají památku obětí Katyňského masakru dne 11. dubna 2011

31. srpna 2008 Medveděv oznámil posun v ruské zahraniční politice pod svou vládou, založené na pěti hlavních principech:
1. Základní principy mezinárodního práva jsou nejvyšší
2. Odmítnutí unipolárního světa
3. Rusko nebude usilovat o konfrontaci s jinými národy
4. Rusko bude chránit své občany, ať jsou kdekoli
5. Rusko bude rozvíjet vazby v přátelských regionech

Souhrn těchto principů později získal název Medveděvova doktrína.

#### Světová měna
prezident Medveděv 10. července 2009 na summitu států G8 představil návrh vytvoření nové nadnárodní světové měny. Ta měla nahradit americký dolar jakožto hlavní světovou obchodní měnu. Na summitu představil vzor nové mince, který pak následně ukázal italským novinářům. Při této příležitosti pronesl: „Mince, která nese slova jednota v rozmanitosti, byla ražena v Belgii a předložena vedoucím delegacím G8.“ Následně dodal, že nová měna má být symbolem toho, že světové velmoci chtějí problémy řešit společně.

#### Latinská Amerika
V listopadu roku 2008 zahájil Medveděv svou cestu po Latinské Americe. Navštívil Peru, Brazílii, Venezuelu a Kubu. Jednalo se hlavně o státy, jejichž vztahy se Spojenými státy americkými byly komplikované, či nepřátelské, kromě Peru, kde se prezident Medveděv účastnil summitu Asijsko-pacifické hospodářské společenství.Po summitu v Peru odletěl do Brazílie, kde jednal s prezidentem Lulou da Silva o rozšíření hospodářské spolupráce, hlavně oblasti energetiky a ropného průmyslu.
27. listopadu 2008 se stal prvním prezidentem Ruské federace, který navštívil Venezuelu. Dmitrij Medveděv se zde účastnil jednání latinskoamerické mezinárodní organizace Bolívarovský svaz pro lid naší Ameriky. Dále se zúčastnil společného vojenského cvičení ruského a venezuelského námořnictva. Venezuelský prezident Hugo Chávez cvičení označil za varování „americkému impériu.“ Medveděv však ve Venezuele strávil nejméně času, při jednání se zdržel veškerých politicko-vojenských témat a jednal pouze o obchodní spolupráci.

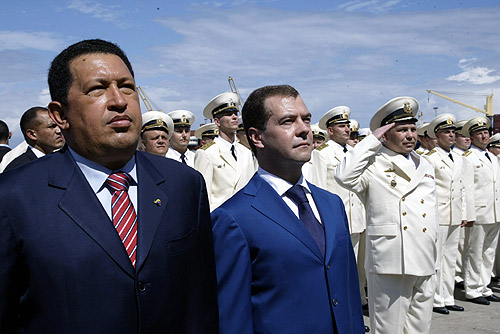
Dmitrij Medveděv s Hugem Chávezem na námořním cvičení

Jako poslední z cílů jeho diplomatické cesty byla Kuba. Na Kubě se setkal s Fidelem a Raúlem Castrem.
Jeho cesty po Latinské Americe, a to hlavně po Kubě a Venezuele, znepokojily Spojené státy americké. K návštěvám Kuby a Venezuely došlo po americké podpoře vstupu Gruzie a Ukrajiny do NATO a rozšíření protiraketového systému ve východní a střední Evropě.
16. dubna 2010 se v Brazílii konal druhý summit BRICS, kde prezident Medveděv formuloval společné cíle organizace.

#### Válka v Gruzii
7. srpna 2008 vypukly menší konflikty mezi osetskými separatistickými silami a gruzínskou armádou. Rusko obvinilo Gruzii z příprav války v Jižní Osetii, když Gruzie označila za viníka konfliktů Jižní Osetii. Obě strany konfliktu se nakonec dohodly na příměří, ale boje neustaly. V noci ze 7. na 8. srpna zahájily gruzínské jednotky intenzivní dělostřelecké ostřelování hlavního města Jižní Osetie Cchinvali a přilehlých oblastí.
| Ruští občané! „Bezpochyby víte o tragédii v Jižní Osetii. Noční dělostřelecký útok gruzínských jednotek na Cchinvali vedl ke smrti stovek našich mírumilovných občanů. Ruské mírové jednotky, které až do konce vykonaly svou povinnost bránit ženy, děti a starší lidi, zemřely. Gruzínské vedení porušilo Chartu OSN, své závazky podle mezinárodních smluv, ignorovalo zdravý rozum a zahájilo vojenský konflikt, v němž se oběťmi stali civilisté.“ |
| — Úryvek z projevu Dmitrije Medveděva |

V důsledku gruzínské operace bylo zabito 15 ruských vojáků, kteří v Cchinvali působili jako vojenské mírové síly. Gruzínské dělostřelectvo totiž zasáhlo a sestřelilo ruský transportní letoun, na němž se nacházela ruská vojenská posádka. Oficiálním důvodem útoku na Cchinval bylo podle gruzínské strany porušení příměří ze strany Jižní Osetie. Jižní Osetie však tato obvinění popřela, a naopak označila za viníka konfliktu Gruzii, která podle osetijské verze začala s palbou jako první.
Stejného dne, 8. srpna, ruská strana obvinila Gruzii z rozpoutání agrese vůči Jižní Osetii, stejně tak z útoku proti civilistům a ruským mírovým silám. Odpoledne vyslala Ruská federace svá vojska na území Gruzie.
9. srpna se Dmitrij Medveděv setkal s ministrem obrany Anatolijem Serdjukovem a náčelníkem generálního štábu ozbrojených sil Makarovem. Po schůzce Medveděv oznámil: „Naše mírové jednotky a jednotky s nimi spojené v současné době provádějí operaci, která má gruzínskou stranu přinutit k míru. Mají také odpovědnost za ochranu veřejnosti. Tohle všechno děláme právě teď.“
Názor ruské veřejnosti na vojenskou intervenci byl obecně pozitivní, a to nejen mezi stoupenci vlády, ale napříč politickým spektrem. Medveděvova popularita vzrostla o přibližně 10 procentních bodů na více než 70 %.[zdroj?]
Dne 30. září 2009 Evropskou unií sponzorovaná nezávislá mezinárodní vyšetřovací misí pro konflikt v Gruzii uvedla, že zatímco předcházely měsíce vzájemných provokací, „otevřené nepřátelství začalo rozsáhlou gruzínskou vojenskou operací proti městu Cchinvali a okolním oblastem, která byla zahájena v noci ze 7. na 8. srpna 2008“. Což uvedlo jako hlavního viníka války Gruzii.

#### Pražský summit

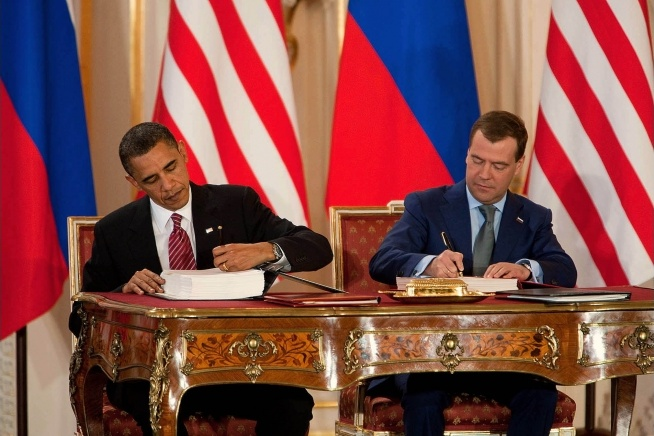
Podpis Nové dohody START americkým prezidentem Barackem Obamou a ruským prezidentem Dmitrijem Medveděvem 8. dubna 2010 na Pražském hradě

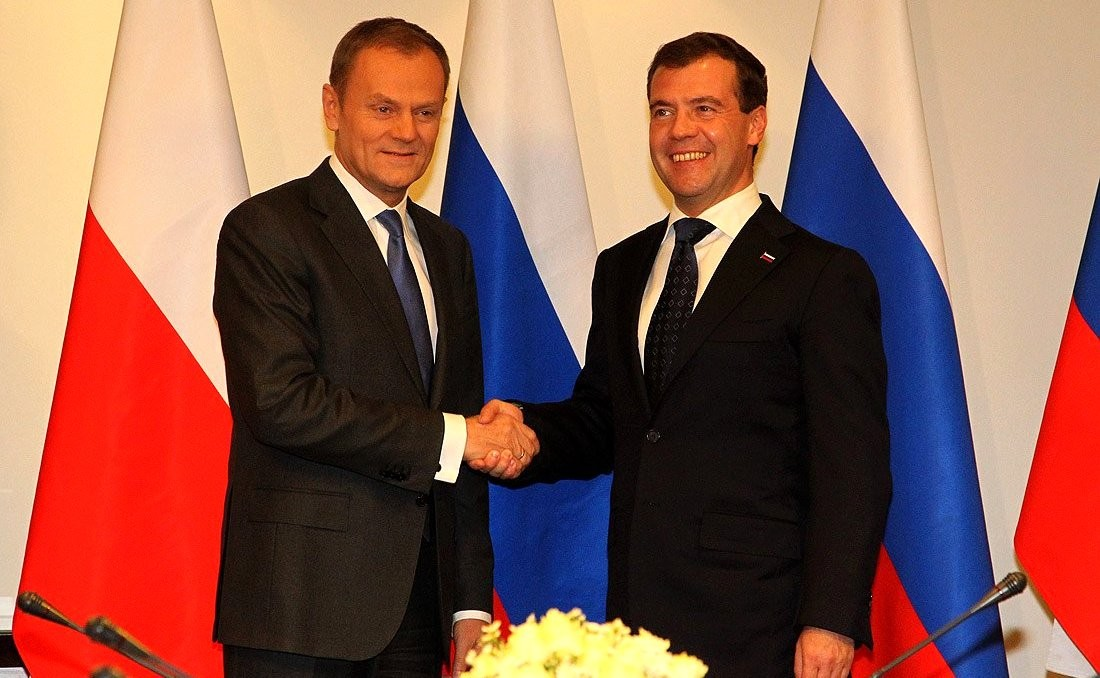
Medveděv a polský premiér Donald Tusk v prosinci 2010

Na Pražském hradě se 8. dubna 2010 Medveděv setkal s americkým prezidentem Barackem Obamou. Na summitu podepsali Novou dohodu START o snižování jaderných zbraní obou velmocí. Dokument byl navržen na platnost pro 10 let. Oba prezidenty hostil český prezident Václav Klaus.

#### Libyjská krize
Během libyjské krize Ruská federace hlasovala pro rezoluci Rady bezpečnosti OSN č.1970. Tato rezoluce uvalovala sankce na vládu a osobu Muammara Kaddáfího, odsoudila porušování lidských práv v Libyi a uvedla, že jednání Muammara Kaddáfího může představovat zločiny proti lidskosti.
Při rezoluci č.1973 vyhlašující bezletovou zónu nad Libyí se Ruská federace zdržela. Medveděv během tiskové konference 21. března 2011 odsoudil kroky libyjské vlády a Muammara Kadáffího vůči libyjským občanům. Premiér Vladimir Putin rezoluci odsoudil a označil ji za „středověkou výzvu ke křížové výpravě.“ Medveděv slova Vladimira Putina okomentoval: „Za žádných okolností nesmí nikdo používat fráze, které ve skutečnosti vedou ke střetu civilizací, jako jsou „křesťanské křížové výpravy“ a tak dále. To je nepřijatelné.“

### Vojenská doktrína

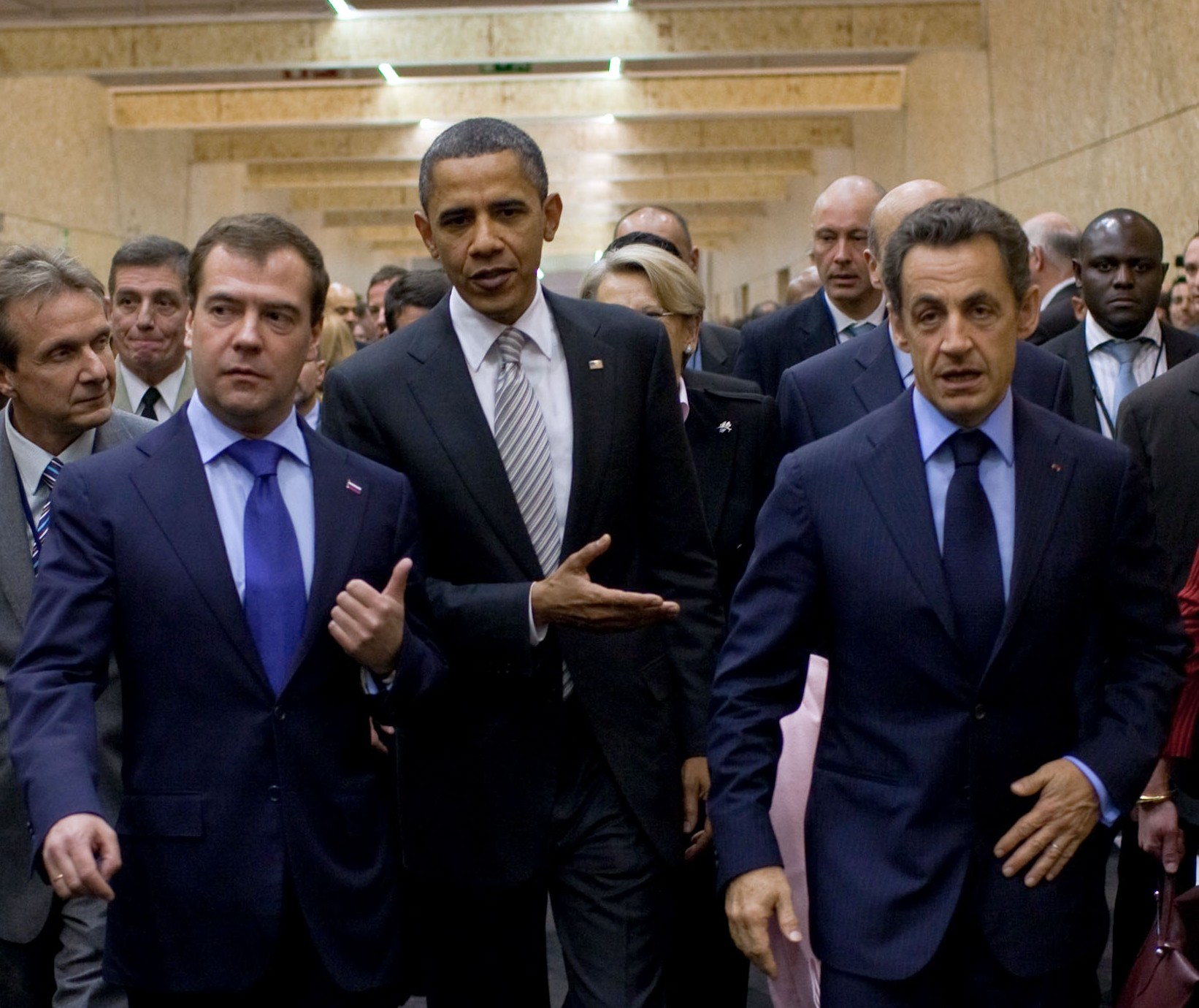
Medveděv na summitu NATO v Lisabonu dne 20. listopadu 2010

5. února 2010 Dmitrij Medveděv schválil plán nové vojenské doktríny, kterou se ruská obranná politika řídila po deset let, tedy do roku 2020. Vojenská doktrína popisuje hrozby, kterým Rusko čelí, jako složité a dynamické, ale s minimální hrozbou vojenského konfliktu.
Nová doktrína signalizovala, že Rusko bude oživovat investice do inovativních technologií a zachová si nezávislost jako výrobce zbraní.
Dokument uvádí vnitřní i vnější hrozby s primárním důrazem na hrozby, které představují kroky Spojených států a NATO na periferii Ruska. Medveděv však později uvedl, že NATO v doktríně není považováno za hlavní hrozbu, ale poznamenal: „Problém je v tom, že nekonečné rozšiřování NATO absorbováním zemí, které byly kdysi součástí Sovětského svazu nebo které jsou našimi bezprostředními sousedy, samozřejmě vytváří problémy, protože NATO je koneckonců vojenský blok.“
V dokumentu se taktéž uvádí, že Rusko si vyhrazuje právo použít jadernou sílu v reakci na jaderný útok nebo na útok podobného rozsahu.

### Reformy

#### Reforma policie
Dne 7. února 2011 podepsal Dmitrij Medveděv federální zákon o policii. Zákon mimo jiné přejmenován bezpečností složky s názvem milice na policii. Název milice nesly bezpečností složky od bolševického převratu roku 1917.
V souvislosti, s jeho přijetím dne 1. března 2011 milice Ruské federace oficiálně přestala existovat. Byly vytvořeny nové bezpečností jednotky – policie. Následně byla zahájena recertifikace zaměstnanců, nejdříve u vedoucích ústřední kanceláře a územních orgánů ministerstva vnitra a poté začala procházet vedoucím, středním a mladším řídícím personálem orgánů vnitřních záležitostí. Zaměstnanci, kteří certifikací neprošli nebo ji odmítli předat, byli propuštěni z řad ministerstva vnitra. Podle Dmitrije Medveděva měla reforma zvýšit profesionalitu bezpečnostních složek.

#### Reforma politického systému

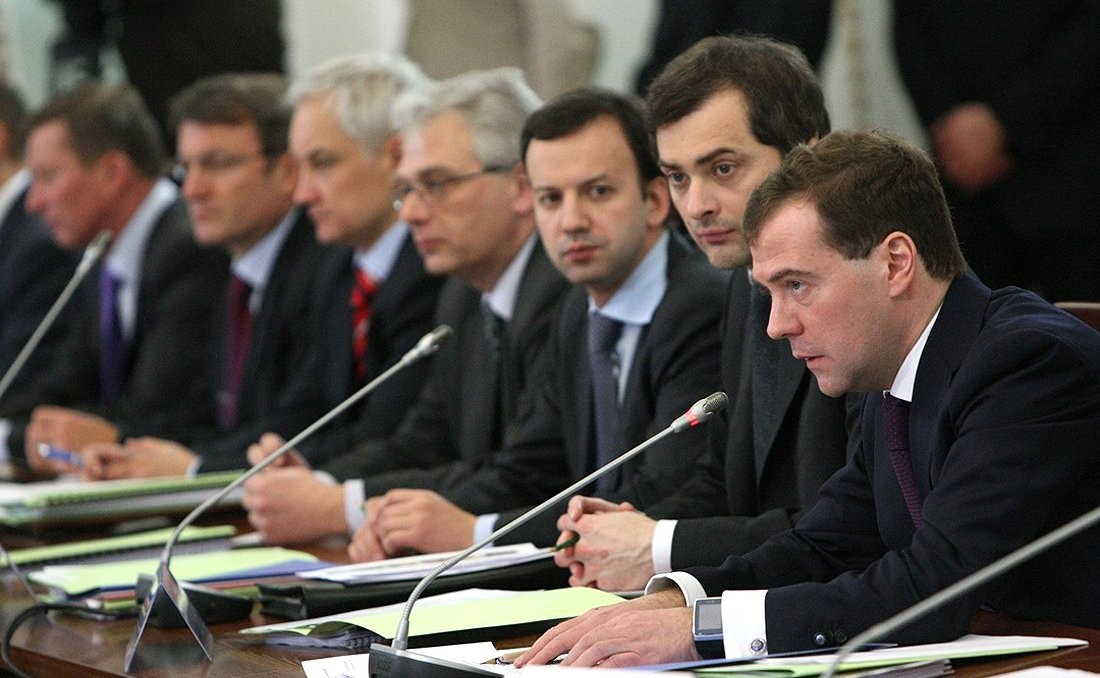
Medveděv, Arkadij Dvorkovič a Vladislav Surkov na návštěvě Tomsku, kde došlo k stížnostem na průběh voleb

Po regionálních volbách, konaných dne 1. března 2009, byla vláda obviněna z toho, že administrativní zdroje jsou využívány na podporu kandidátů Jednotného Ruska. V reakci na to se Medveděv setkal s předsedou ústřední volební komise Ruska Vladimirem Čurovema a vyzval ke zmírnění využívání administrativních zdrojů. V srpnu 2009 Medveděv slíbil, že prolomí téměř dominantní postavení strany Jednotné Rusko v národních a regionálních zákonodárných sborech, a uvedl, že začínají nové demokratické časy. V následujících regionálních volbách vyhrálo Jednotné Rusko s 66 % hlasů. Volby byly opět ostře kritizovány za využívání administrativních zdrojů ve prospěch kandidátů Jednotného Ruska. Na protest poslanci Komunistické strany, nacionalistické LDPR a poslanci sociálně demokratického Spravedlivého Ruska odešli 14. října z Dumy. Již před odchodem čelily vládní poslanci slovním útokům, například od vůdce LDPR Vladimira Žirinovského, který vyhrožoval, že pokud nebudou zavedeny spravedlivé volby, zmocní se moci pomocí vojenského převratu. Bojkot Dumy trval celkem 2 dny.
Dne 26. října 2009 první náměstek náčelníka generálního štábu Vladislav Surkov varoval, že demokratické experimenty by mohly vést k větší nestabilitě a že větší nestabilita by mohla Rusko roztrhat.
V roce 2009 Medveděv navrhl a schválil změnu volebního zákona, která by snížila volební práh Státní dumy ze 7 % na 5 %. Strany, které překročí hranici 5 % získají 1 mandát, které překročí 6 % 2 mandáty a stranám s více než 7 % se přidělují mandáty podle původního znění zákona.
V listopadu 2010 Medveděv vetoval zákon, který omezoval protivládní demonstrace. Návrh zákona, který byl schválen Dumou 22. října, by zejména zakazoval každému, kdo byl dříve odsouzen za organizování nezákonného masového shromáždění, aby žádal o povolení uspořádat demonstraci.
Na konci listopadu 2010 Medveděv veřejně vyjádřil o škodách, které ruské politice napáchala dominance strany Jednotné Rusko. Tvrdil, že země čelí politické stagnaci, pokud by vládnoucí strana „degradovala“, pokud by nebyla zpochybněna; „tato stagnace poškozuje jak vládnoucí stranu, tak opoziční síly.“ Ve stejném projevu řekl, že ruská demokracie je „nedokonalá“, ale zlepšuje se.

## Volby 2012 a spory s Vladimirem Putinem

### Předvolební situace

#### Druhý termín
Již v roce 2010 se začalo spekulovat o Medveděvově případném pokusu o znovuzvolení. Medveděv se ke konci roku 2010 začal od předsedy vlády Putina oddalovat a popíral jakékoliv spekulace o tom, že Vladimir Putin fakticky řídí Rusko z premiérské pozice. Prohlásil: „Jsem vůdcem tohoto státu. Jsem hlavou tohoto státu. Rozdělení moci je založeno na tomto.“

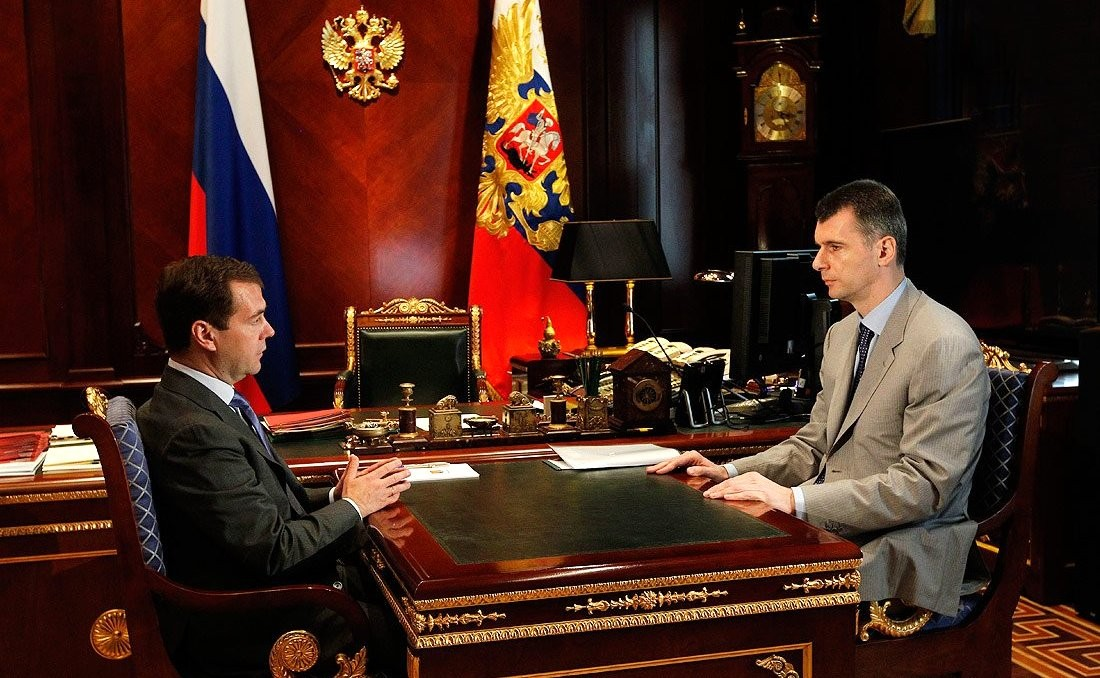
Dmitrij Medveděv a Michail Prochorov v roce 2011

Na začátku roku 2011 svou kandidaturu naznačoval, ale přímo se nevyjádřil. Ve stejném roce, podpořil Medveděva ruský miliardář a opoziční politik Michail Prochorov. Ten 16. května prohlásil, že se pokouší vytvořit z politické strany Správná věc platformu podporující druhé volební období Dmitrije Medveděva. Prochorov zaslal vedení strany dopis, ve kterém žádal o zvolení jeho osoby za předsedu strany. Prochorov byl nakonec předsedou zvolen a byl pozván Medveděvem na jednání do Kremlu. Šlo o netradiční setkání, jelikož Správná věc neměla žádné zastoupení v zákonodárných orgánech. Prochorov později uvedl, že mu Medveděv na setkání řekl: „Centralizace moci organizovaná premiérem Vladimirem Putinem by neměla trvat dlouho.“ Sám Medveděv uvedl, že jsou mu názory Správně věci blízké a ztotožňuje se s nimi.
Prochorov se však dostal do sporu s Medveděvovým poradcem Vladislavem Surkovem, který měl na starosti připravit Správnou věc pro Medveděvovu kandidaturu. Na začátku září 2011 byl Prochorov vyloučen z vlastní strany a obvinil Surkova, že se jeho strany tajně zmocnil. Prochorov vyžadoval schůzku s Medveděvem i Vladimirem Putinem o odvolání Surkova, ale nikdy k ní nedošlo. Prochorov později prohlásil: „V této zemi je loutkář, který kdysi dávno pro sebe zprivatizoval politický systém. Dlouhodobě dezinformuje vedení země o tom, co se děje v politickém systému, potlačuje média a vytváří neshody. Jmenuje se Vladislav Jurjevič Surkov.“ Prochorov následně řekl, že dokud bude Surkov v Kremlu není možné jakékoliv změny, a proto se rozhodl kandidovat na prezidenta sám.
Ztracení přízně ze strany Michaila Prochorova omezila Medveděvovy šance na kandidaturu pro druhé funkční období a na konci září podpořil Vladimira Putina.

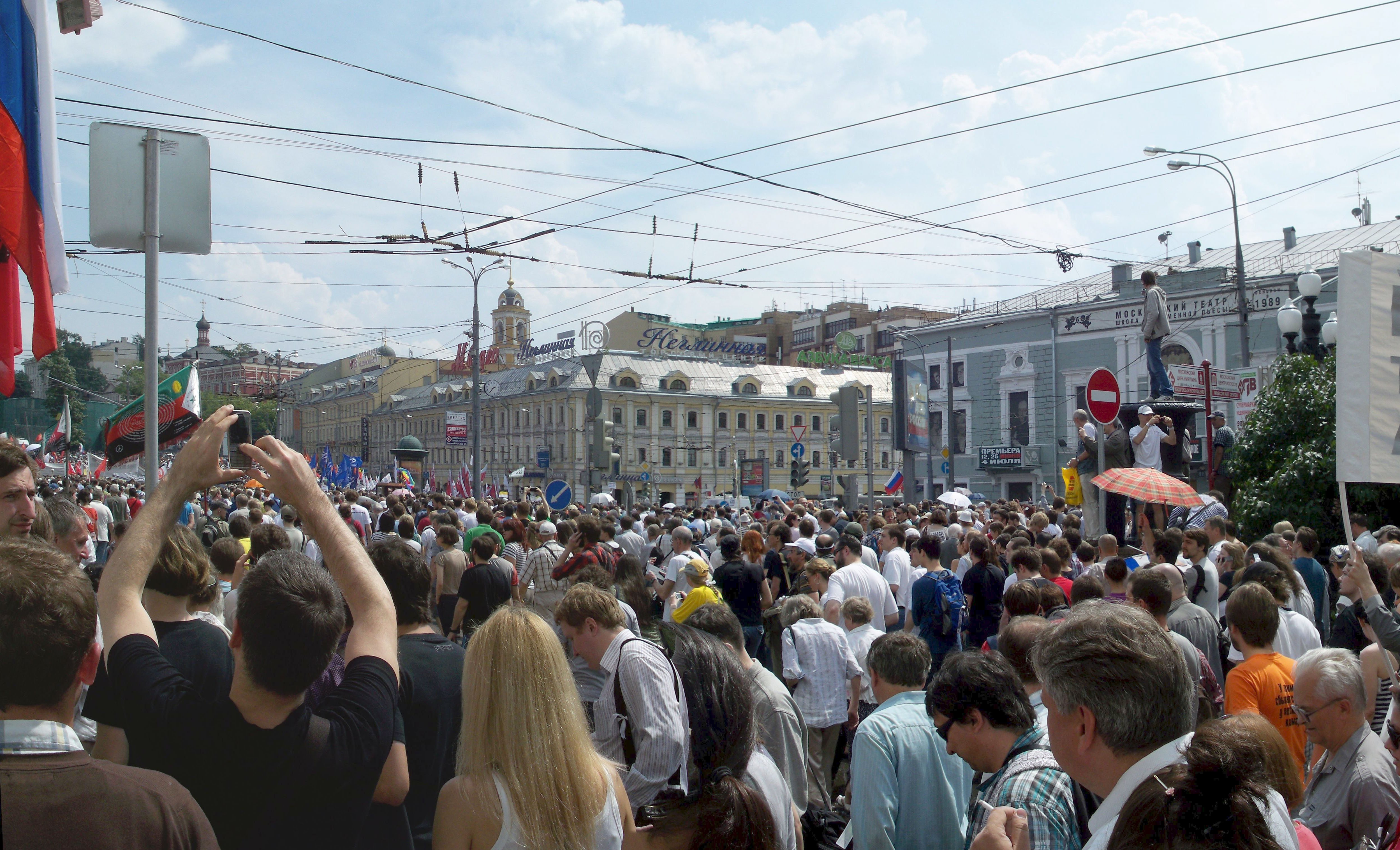
Moskevská demonstrace proti třetímu prezidentskému období Vladimira Putina, 12. června 2012

#### Protesty
Na konci roku 2011 vypukly v Ruské federaci masové protesty proti návratu Vladimira Putina do funkce prezidenta a kvůli podezření, že volby do Dumy byly na několika místech zmanipulované. Dmitrij Medveděv na toto téma poznamenal: „Nesouhlasím ani se slogany, ani s prohlášeními, která zazněla na protestech. Nicméně nařídil jsem prověření všech zpráv z volebních místností, týkajících se dodržování volebních zákonů.“
10. prosince se na náměstí Bolotnaja konalo shromáždění Pro spravedlivé volby, kam nečekaně přišli členové Medveděvovy administrativy, včetně Michaila Abyzova, spolupracovníka Medveděva, který byl později členem jeho vlády. Medveděvovi spolupracovníci vnímali účastníky jako podobně smýšlející lidi. Popularizována byla fráze připisovaná Natalii Timakové, Medveděvově tiskové tajemnice: „Kdybychom věděli, že pro nás přijde tolik lidí, zachovali bychom se v září jinak.“[zdroj?]
Medveděv, na popud demonstrantů, na konci prosince ve svém posledním projevu o stavu země, nastínil ideu na komplexní reformu ruského politického systému. To zahrnovalo i obnovení voleb regionálních guvernérů a umožnění přímého zvolení poloviny křesel ve Státní dumě v regionech.
Medveděv při svém projevu v Dumě pronesl: „Chci říci, že slyším ty, kteří mluví o potřebě změny a rozumí jim. Musíme dát všem aktivním občanům legální šanci podílet se na politickém životě.“

### Povolební situace

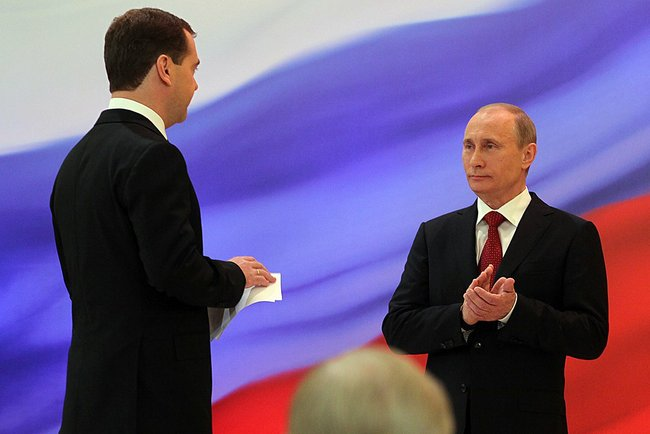
Medveděv s Vladimirem Putinem při Putinově inauguraci roku 2012

V prezidentských volbách 2012 Vladimir Putin vyhrál a nastoupil do třetího prezidentského termínu.

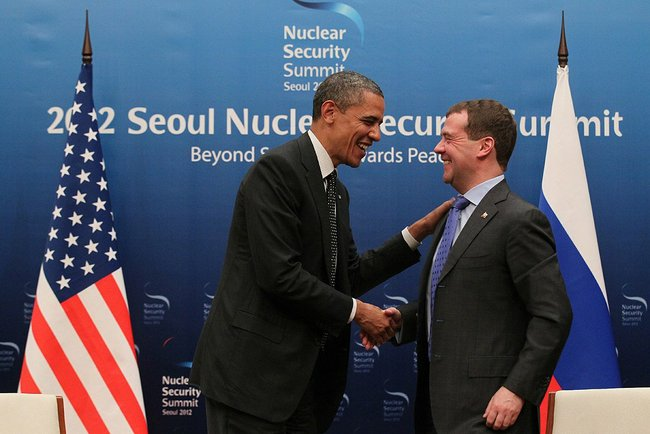
Dmitrij Medveděv a americký prezident Barack Obama v roce 2012

Po uklidnění protestů v roce 2013 se Dmitrij Medveděv dostal do nepřízně ruských medií i politické scény. Byl obviňován ze zrady jednak z úst ruských demonstrantů kvůli výměně funkcí s Vladimirem Putinem, tak ze strany provládních médií za jeho neloajální chování vůči Vladimiru Putinovi. Někteří novináři a analytici se domnívali, že Medveděv čelil kampani ze strany Vladimira Putina, která mu měla zničit pověst. V ruských mediích byl označován za slabého a kritizován za vzdání se ruského vlivu v Libyi. Dokonce byl natočen film, který požadoval odsoudit Dmitrije Medveděva za vlastizradu.
Podle ruské socioložky Olgy Kryshtanovské byl dalším důvodem k ochlazením vztahům, mezi Medveděvem a Putinovým vnitřním kruhem, omlazení státní správy. Podle ní: „Přivedl do Kremlu mladší poradce, kteří byli nakloněni politickému pluralismu. Tím byla vytvořena v mocenském kruhu mezigenerační propast. Mnoho podporovatelů Vladimira Putina bylo přesvědčeno, že Medveděvovi lidi financují opozici. Tento faktor se projevil právě při protestech, které byly v očích Vladimira Putina brány jako zrada Dmitrije Medveděva, jelikož se jich účastnili i někteří jeho poradci a blízcí spolupracovníci.“

## Předseda vlády

### První vláda

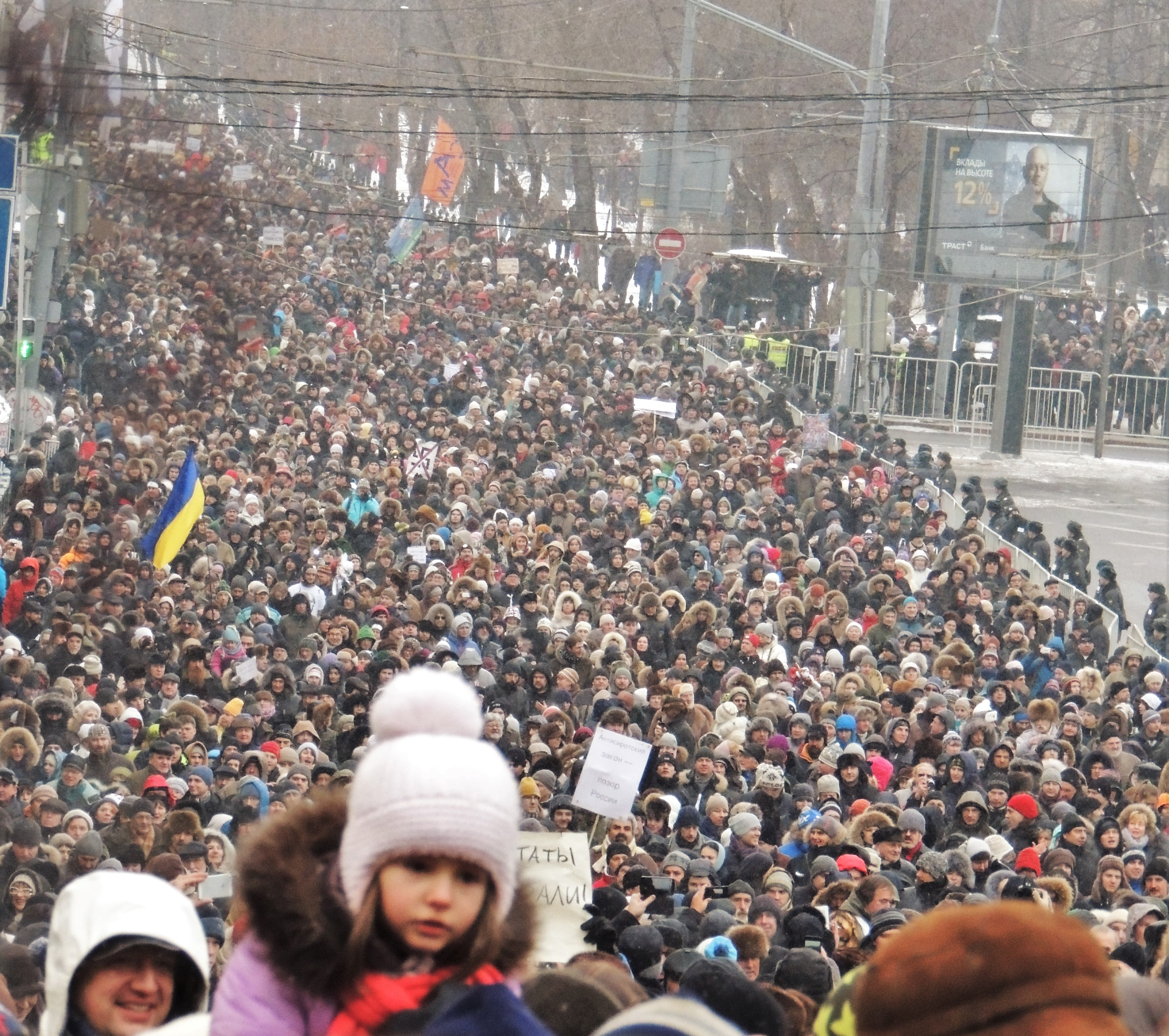
Demonstrace v Moskvě proti Putinově politice nazvaná „Pochod proti ničemům“, 13. ledna 2013

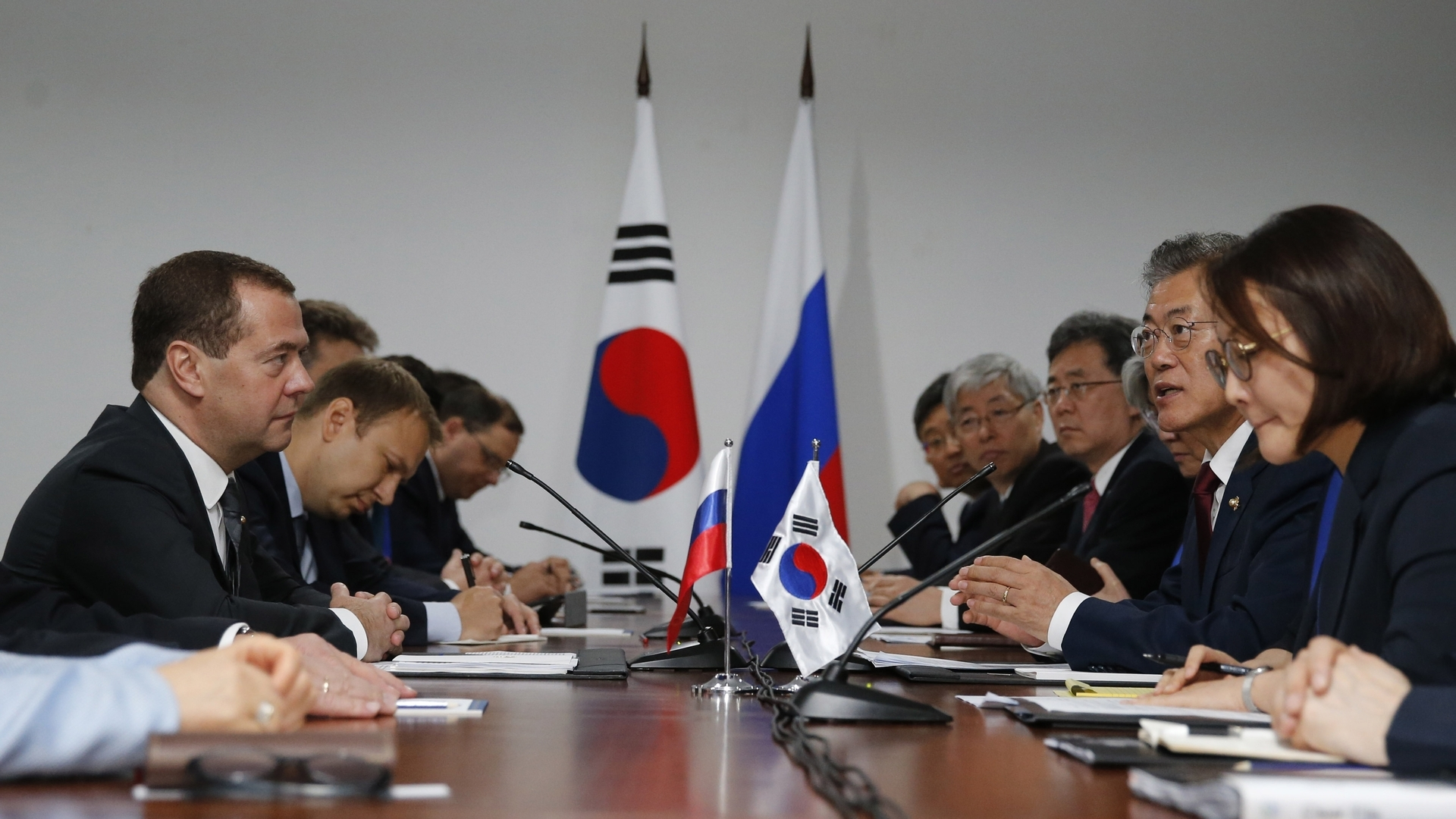
Medveděv a jihokorejský prezident Mun Če-in na summitu ASEAN v Manile v listopadu 2017

Dmitrij Medveděv byl 7. května 2012 nominován prezidentem Vladimirem Putinem na post předsedy vlády. Do úřadu nastoupil 8. května, kdy byl schválen Dumou.
Pro Medveděvovu vládu, hlasovalo 299 poslanců ze stran Jednotné Rusko, LDPR a 5 poslanců Spravedlivého Ruska. Proti hlasovalo 54 poslanců KPRF.

### Druhá vláda
Dne 7. května 2018 Vladimir Putin, který se ujal úřadu prezidenta Ruska, znovu předložil Státní dumě kandidaturu Dmitrije Medveděva, aby získal souhlas se jmenováním předsedou vlády Ruské federace. Dne 8. května 2018 Státní duma schválila. 374 poslanců Jednotného Ruska a LDPR hlasovalo pro jmenování Medveděva premiérem, zatímco 56 poslanců ze stran Spravedlivé Rusko a KPRF hlasovalo proti. Druhá Medveděvova vláda byla nakonec vytvořena 18. května 2018.

#### Rezignace
Medveděv spolu s celým svým kabinetem rezignoval 15. ledna 2020 poté, co prezident Vladimir Putin pronesl prezidentský projev ve Federálním shromáždění, ve kterém navrhl několik změn ústavy. Medveděv uvedl, že rezignuje, aby umožnil prezidentu Putinovi provést významné ústavní změny ohledně přesunu moci na prezidentský úřad. Medveděv řekl, že ústavní změny výrazně změní ruskou rovnováhu moci.
Ačkoli bylo oznámeno, že Dmitrij Medveděv dobrovolně rezignoval (1. částí 1 článku 117 ústavy), výkonný příkaz, který byl vydán, uvedl, že Vladimir Putin oznámil rezignaci podle 2. části článku 117. Tento článek umožňuje prezidentovi pravomoc rozpustit vládu bez vysvětlení nebo motivace.
Putin ve stejný den jmenoval Medveděva místopředsedou Rady bezpečnosti Ruské federace.

## Role v ruské invazi na Ukrajinu

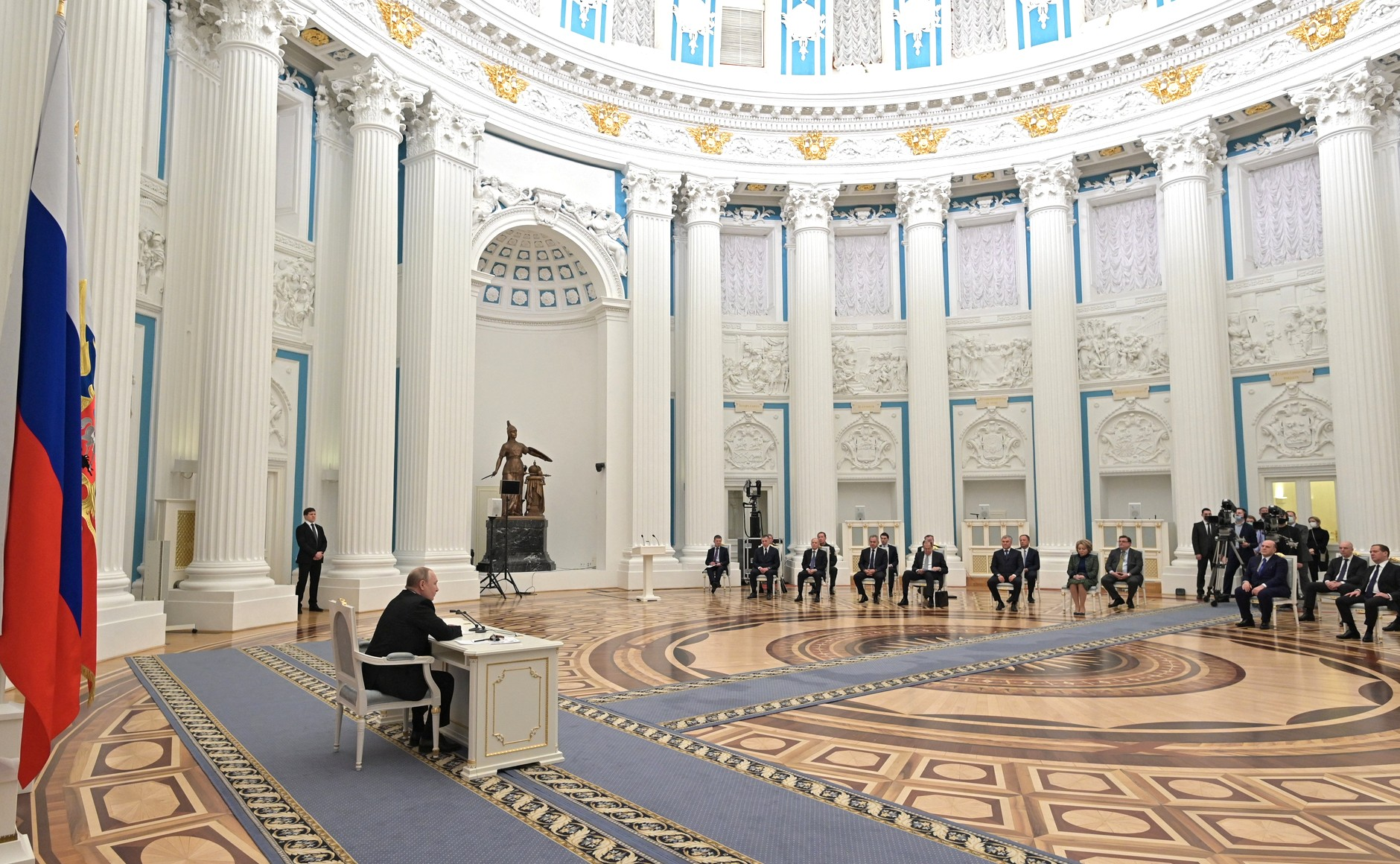
Putin s Medveděvem a dalšími členy Rady bezpečnosti Ruské federace dne 21. února 2022

Jako místopředseda Rady bezpečnosti Ruské federace podpořil Dmitrij Medveděv rozhodnutí prezidenta Vladimira Putina o uznání Luhanské lidové republiky a Doněcké lidové republiky. Když v reakci na uznání separatistických republik německá vláda 22. února oznámila zastavení projektu plynovodu Nord Stream 2, Medveděv na svém twitterovém účtu reagoval: „Vítejte v novém světě, kde Evropané velmi brzy zaplatí 2000 eur za tisíc kubíků zemního plynu!“ Po uvalení sankcí na přední představitele ruského byznysu a politické vedení země, oznámil, že sankce nezmění nic a Ruská federace bude pokračovat ve své invazi. Západní sankce označil jako podvod, mýtus a řečnické fráze. Následující den Medveděv uvedl, že sankce dávají Rusku dobrý důvod k odstoupení od dialogu o strategické stabilitě a potenciálně od Nové smlouvy o snížení počtu strategických zbraní (Nové dohody START) podepsané v Praze roku 2010 a prodloužené v roce 2021. Po pozastavení členství Ruska v Radě Evropy se Dmitrij Medveděv vyjádřil že se jedná o nespravedlivý akt, ale poskytuje ruské Radě bezpečnosti příležitost obnovit trest smrti.
Podle průzkumu, který v červnu 2022 provedla ruská státní agentura pro průzkum veřejného mínění VTsIOM, více než 68,3 % dotázaných Rusů uvedlo, že Medveděvovi nedůvěřují. Zdroj blízký Kremlu řekl zpravodajskému serveru Meduza, že Medveděv má stále vliv, ale ve srovnání s jeho působením ve funkci premiéra se jeho vliv značně zmenšil. Ještě před rezignací se začalo hovořit o ztrátě Putinovy přízně a o stále častější konzumaci alkoholu. Podle některých kritiků začal Medveděv vystupovat jako největší ze všech jestřábů ze strachu, aby mu neuškodila jeho minulost prozápadního reformátora, a také ve snaze udržet si vliv v Kremlu a znovu získat Putinovu přízeň.
V listopadu 2022 nazval „zbabělými zrádci“ Rusy, kteří po invazi na Ukrajinu emigrovali z Ruska, a prohlásil, že Rusko bez nich bude „silnější a čistší“.  Dne 28. prosince 2022 dále řekl, že emigranti, kteří se postavili proti invazi na Ukrajinu, by měli být označeni za „nepřátele lidu“. Vyzval k používání eskader smrti proti politicky aktivním ruským exulantům.
Dne 21. prosince 2022 přijel do Pekingu, kde se setkal s čínským prezidentem Si Ťin-pchingem. Medveděv a Si Ťin-pching hovořili o posílení "strategického partnerství" mezi Ruskem a Čínou a o válce na Ukrajině. Ve dnech 21.–23. května 2023 navštívil Vietnam a setkal se s generálním tajemníkem Vietnamské komunistické strany Nguyễn Phú Trọngem, se kterým diskutoval o posílení vazeb mezi Ruskem a Vietnamem a o současné mezinárodní situaci.
Dne 27. prosince 2022 zveřejnil na Twitteru seznam svých předpovědí pro rok 2023. V seznamu uvedl, že Spojené království se vrátí do EU a následně způsobí její rozpad. Uvedl také, že Polsko a Maďarsko obsadí západní regiony již neexistující Ukrajiny. Dále předpověděl, že v Německu bude vytvořena Čtvrtá říše a její území bude zahrnovat také Polsko, baltské státy, Českou republiku a část Ukrajiny. Mezi Francií a Čtvrtou říší podle Medveděva vypukne válka, která rozdělí Evropu. Také předpověděl, že Severní Irsko se odtrhne od Spojeného království a připojí se k Irské republice. Ve Spojených státech podle Medveděva vypukne občanská válka a Kalifornie a Texas se odtrhnou, aby vytvořily nezávislé státy. Texas následně vytvoří alianci s Mexikem.
V průběhu invaze na Ukrajinu vydával četná prohlášení, v nichž západní státy varoval před posíláním zbraní na Ukrajinu. Opakovaně uváděl, že postup západu by mohl vést k jaderné válce a uvedl také, že se blíží třetí světová válka. V lednu 2024 například uvedl, že Rusko použije své jaderné zbraně v případě, že by Ukrajina použila zbraně dodané jejími spojenci na zničení ruských odpalovacích zařízení. O měsíc později uvedl, že v případě ruské porážky by země vyslala jaderné zbraně na hlavní město Ukrajiny a na hlavní města jejích nejvýznamnějších spojenců (Kyjev, Washington, Berlín a Londýn). Podobně se vyjádřil již v červenci 2023, když oznámil, že v případě znovudobytí Ruskem anektovaných ukrajinských území Ukrajinou by země byla nucena nasadit atomové zbraně. Opakovaně také vyhrožoval útoky na evropské jaderné elektrárny. V březnu 2024 uvedl, že hranice Ruska nikde nekončí. V dubnu 2025 označil nového německého kancléře Friedricha Merze jako nacistu.
V souvislosti s ultimáty, které opakovaně Rusku stanovoval americký prezident Donald Trump pro ukončení ruské invaze na Ukrajinu, se v červenci 2025  Medveděv vyjádřil, že americká „teatrální ultimáta“ Rusko nezajímají. Ještě téhož měsíce v reakci na Medveděvova vyjádření proto Trump uvedl, že nechal k Rusku přemístit dvě jaderné ponorky.

## Obvinění z korupce

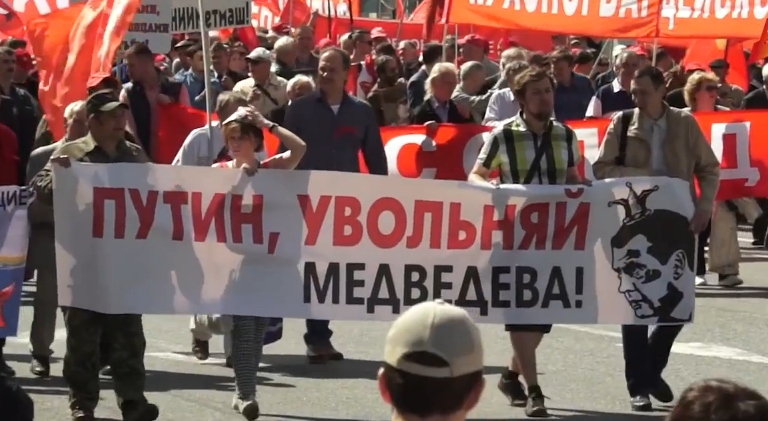
Demonstrace proti Dmitriji Medveděvovi v roce 2017

V září 2016 zveřejnil opoziční předák Alexej Navalnyj zprávu s informacemi o údajném letním sídle Dmitrije Medveděva. Jednalo se o 80hektarové panství s množstvím domů, sjezdovkou, kaskádovým bazénem a komunikačními věžemi. Panství dokonce zahrnuje dům pro kachny, který sklidil veřejný výsměch. Kachny se o rok později staly symbolem protestů v Rusku. Komplex budov je obklopen šestimetrovým plotem a je údajně 30krát větší než Rudé náměstí v Moskvě.
V březnu 2017 zveřejnili Navalnyj a Fond boje s korupcí další hloubkové vyšetřování nemovitostí a rezidencí užívaných Medveděvem a jeho rodinou. Zpráva s názvem He Is Not Dimon To You ukazuje, jak Medveděv údajně vlastní a kontroluje velké plochy pozemků, vil, paláců, jachet, drahých bytů, vinařství a statků prostřednictvím složitých vlastnických struktur zahrnujících krycí společnosti a nadace. Celková hodnota nemovitostí se odhaduje přibližně na 5 miliard rublů.. Zpráva uvádí, že původním zdrojem bohatství jsou dary ruských oligarchů a půjčky od státem vlastněných bank. Spolu se zprávou bylo vydáno a zveřejněno na YouTube hodinu dlouhé video v ruštině, s titulky v angličtině. Medveděv obvinění odmítl a označil je za nesmysly. Navalného odhalení vyústila po celém Rusku ve velké protesty proti Dmitriji Medveděvovi.

## Osobní život

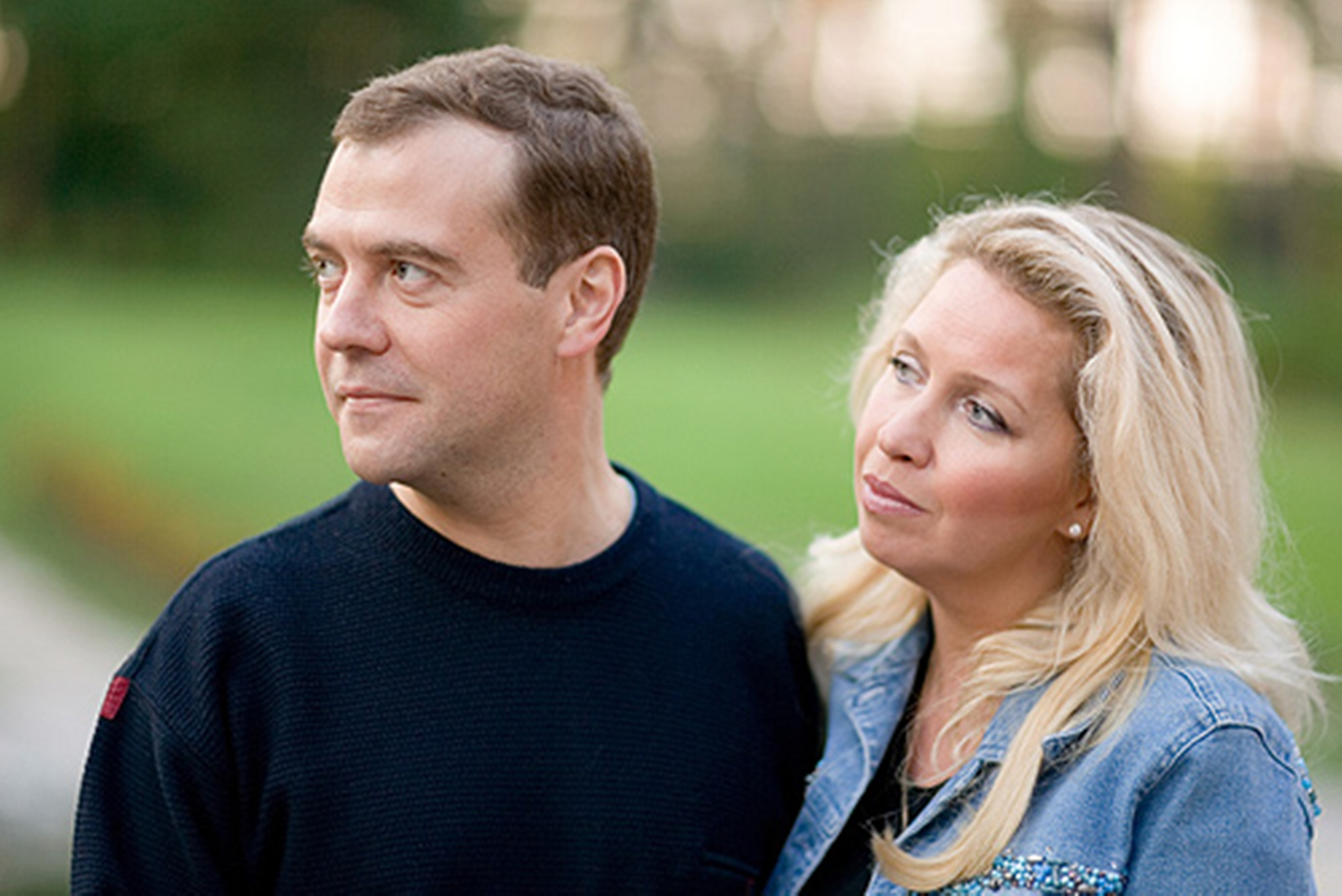
S manželkou Světlanou

Medveděv se v roce 1989 oženil se svojí láskou z dětství Světlanou Vladimirovnou Linnikovou. V roce 1996 se jim narodil syn Ilja.
Medveděv má rád hard-rock, je milovník kapel Deep Purple, Black Sabbath, Pink Floyd a Led Zeppelin. Sbírá jejich originální vinylové desky a sám o sobě říká, že vlastní všechny nahrávky Deep Purple. Tyto kapely poslouchal ještě jako mladý, sbíral jejich nahrávky i v období, kdy se tyto kapely ocitly na černé listině státem zakázaných projevů západní kultury. V únoru 2008 se Medveděv spolu se Sergejem Ivanovem ukázal na koncertě Deep Purple v Moskvě.
I přes nabitý program se nejméně hodinu ráno a hodinu večer věnuje plavání a návštěvám posilovny. Podle vícero názorů je Medveděv člověk mírné povahy s mírně liberálními a pragmatickými názory, schopný organizátor a příznivec Vladimira Putina.

## Vyznamenání
- Pamětní medaile 1000. výročí Kazaně – Rusko, 2005[150]
- Pamětní medaile 10. výročí hlavního města Astany – Kazachstán, 2008[151]
- velkokříž Řádu peruánského slunce – Peru, 2008[152][153]
- velkokříž Řádu osvoboditele – Venezuela, 2008[154]
- řetěz Řádu svatého Ondřeje – Rusko, 7. května 2008
- Řád palestinské hvězdy – Palestina, 2011[155]
- Řád slávy – Arménie, 4. října 2011[156][157]
- Řád Danaker – Kyrgyzstán, 12. září 2015[158][159]
- Řád Za zásluhy o vlast I. třídy – Rusko, 14. září 2015[160][161]